# Howard Rheingold
Howard Rheingold (ur. 7 lipca 1947) – krytyk i pisarz specjalizujący się w kulturowym, socjologicznym i politycznym znaczeniu współczesnej komunikacji medialnej, takiej jak internet, telefonia komórkowa, czy społeczności wirtualne. 
W roku 2008 Rheingold wykładał na U.C. Berkeley oraz Uniwersytecie Stanford. 
Rheingold mieszka w Mill Valley w Kalifornii ze swoją żoną Judy oraz córką Mamie. Urodził się w Phoenix w stanie Arizona, a jego rodzice to Geraldine i Nathan Rheingold. Od roku 1964 do 1968 uczęszczał do Reed College w Portland w stanie Oregon. 

## Praca
Jego praca dyplomowa jest zatytułowana „Jakie życie może się z tym równać? Siedząc samotnie przy oknie, obserwuję, jak kwiaty kwitną, liście opadają, a pory roku przychodzą i odchodzą”. 
Trwająca całe życie fascynacja Rheingolda działaniem zmian nastroju i zniekształceń percepcji oraz ich systematyka zaprowadziły go do Instytutu Nauk Intelektualnych oraz Xerox Parc. Tam, podczas pracy na najwcześniejszych komputerach osobistych, napisał książkę „Narzędzia dla myśli”, która jest historią ludzi będących pionierami pierwszych komputerów osobistych. W tym samym czasie Rheingold jako pierwszy zarejestrował się na The WELL – wczesnej, wpływowej społeczności internetowej. Rheingold zgłębił to doświadczenie w swojej znaczącej książce „Społeczność wirtualna”. 
W roku 1991 Rheingold napisał „Wirtualna rzeczywistość: Odkrywanie nowych odważnych technologii sztucznego doświadczenia oraz interaktywnych światów od cyberprzestrzeni do Teledildonics (elektroniczne zabawki seksualne)”. 
Po ograniczonym wydaniu swojej książki „Przegląd całej Ziemi” Rheingold jako redaktor naczelny wydał „Milenijny katalog całej Ziemi”. Wkrótce po tym został zatrudniony jako redaktor naczelny i pomysłodawca w „HotWired”, jednej z pierwszych stron internetowych o charakterze komercyjnym, opublikowanej przez magazyn „Wired” w roku 1994.
Rheingold porzucił „HotWired” tak szybko, jak tylko znalazł w roku 1996 „Electric Minds”, by spisywać i promować rozwój społeczności internetowych. Pomimo wyróżnień strona została zredukowana, po czym sprzedana w roku 1997. 
W roku 1998 Rheingold stworzył kolejną społeczność wirtualną, „Brainstorms”. Okazało się to jego prywatnym sukcesem. Powstała strona społecznościowa o charakterze konferencji internetowych dla wykształconych, dobrze wychowanych, i myślących przyszłościowo dorosłych z całego świata. 
W 2002 roku Rheingols wydał „Smart Mobs” badające możliwość technologii do wzrostu inteligencji zbiorowej. Wkrótce po tym w połączeniu z „Instytute For The Future” zaangażował się z dużym wysiłkiem w mający szeroki zasięg terytorialny rozwój umiejętności współpracy.